# 수다가 체질
《박세미의 수다가 체질》은 SBS 러브FM(수도권 FM 103.5㎒)에서 매일 낮 12시 5분부터 오후 2시까지 방송되는 연예오락 전문 라디오 프로그램이다. 허지웅쇼의 후속으로 신설되었다.

## DJ
- 방송인 박세미 (여)

## 코너
매일 코너
- 서준맘의 3분 고민 해결
- 오늘의 파파라치
- 사연과 신청곡

요일별 코너
- 월요일 : 총기있는 정신생활
- 화요일 : 일타강사 (게스트정리전문가 이지영)
- 수요일 : 오마이갓피부 (게스트심현철 피부과 원장)
- 목요일 : 쇼핑지옥 (남도형 성우)
- 금요일 : 뇌섹토론 (서동주 변호사, 개그맨 이선민)
- 토요일 : 알쏭달쏭 캐치팝, 이미지세탁소 (전주현, 대니구)
- 일요일 : 알쏭달쏭 캐치팝

## 같이 보기
- 연예오락
- 강원래의 노래선물 (KBS 3라디오)
- 12시엔 주현영 (SBS 파워FM)
- 신부님 신부님 우리 신부님 (평일) (cpbc FM)
- 이인혜의 아름다운 사랑 아름다운 나눔 (주말) (cpbc FM)
- 토요특집 신부들의 수다 (토요일) (cpbc FM)
- 성경약방 (일요일) (cpbc FM)